# Zbiorniki wodne w Przylasku Rusieckim

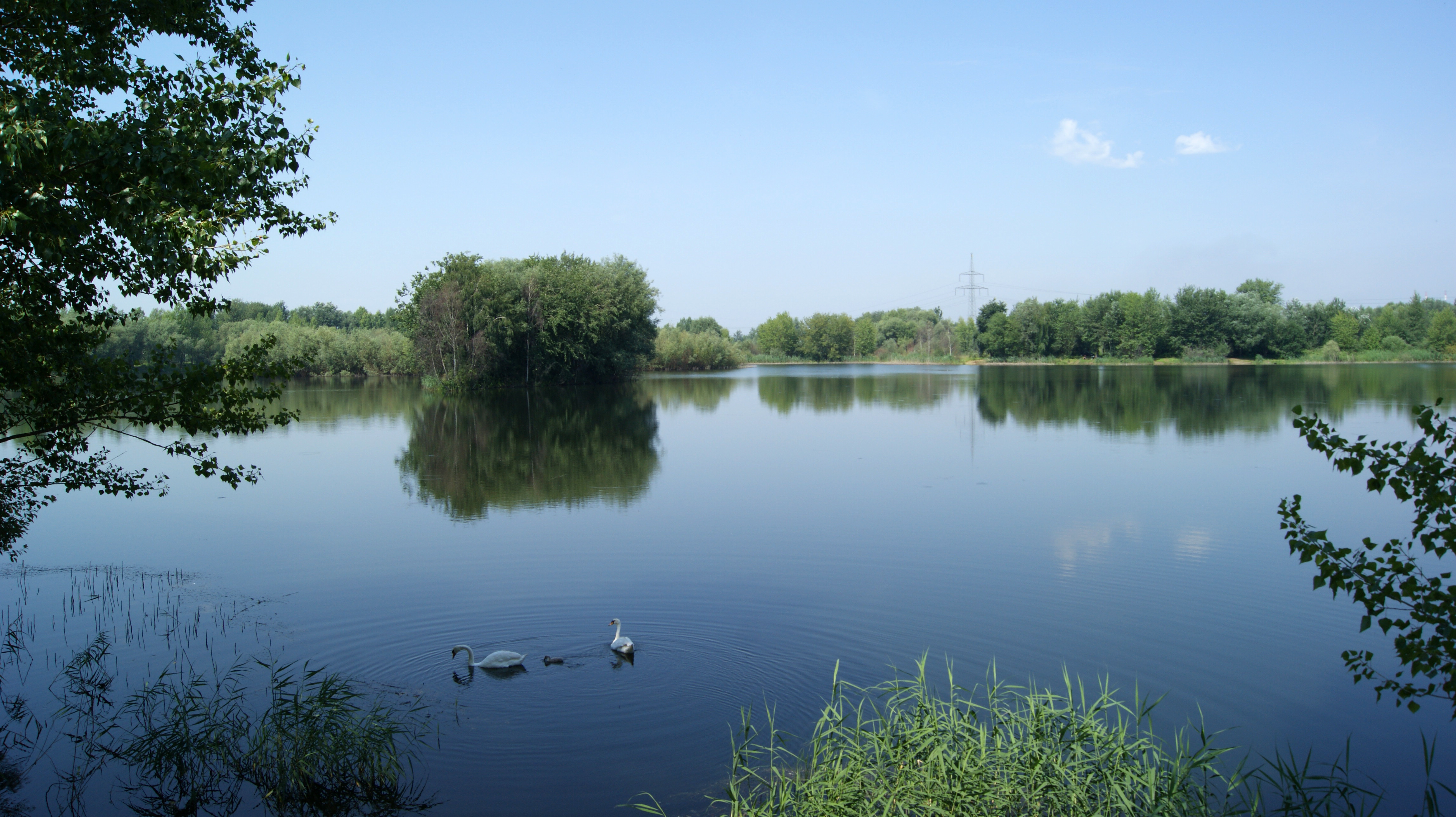
Akwen 2

Zbiorniki wodne w Przylasku Rusieckim – zespół stawów znajdujących się we wschodniej części Krakowa w Dzielnicy XVIII Nowej Hucie przy ul. Karasiówka w Przylasku Rusieckim.
Jest to 14 zbiorników wodnych o łącznej powierzchni 86 hektarów. Powstały one w starym zakolu Wisły, w miejscu gdzie w latach 50. i 60. XX wieku przedsiębiorstwo Krakowskie Zakłady Eksploatacji Kruszywa wydobywało żwir na budowę Huty im. Lenina. Są to typowe bagry, czyli wyrobiska zalane po zakończeniu wydobycia, przez płytko zalegające wody gruntowe. Od Wisły odgradza je tylko wał przeciwpowodziowy. Tego typu stawów jest w Krakowie kilka m.in. Zalew Bagry, Staw Płaszowski, stawy w Brzegach.
Zbiorniki nie mają nazw, są jednak numerowane. Największym z nich jest akwen 1 na którego wschodnim brzegu znajduje się plaża i kąpielisko. Dzierżawione są przez krakowski Okręg Polskiego Związku Wędkarskiego, którego członkowie dbają o ich zarybianie.
Większość zbiorników (mianowicie: 1, 2, 3, 5, 7, 9, 12 ,13, 14) jest ogólnodostępna dla wędkarzy po wykupieniu pakietu u gospodarza łowiska, Okręgu PZW Kraków, mającego siedzibę w Nowej Hucie na os. Szkolnym 39.
Część zbiorników to łowiska specjalne: akwen 4 to łowisko specjalne Koła Ciepłownik, akwen 6 to łowisko specjalne Koła Niepołomice, akwen 8 to łowisko specjalne Koła HTS, akweny 10 oraz 11 to łowisko specjalne Krakowskiego Klubu Karpiowego przy Kole Nowa Huta.
W miejscowym planie zagospodarowania przestrzennego dla tego terenu, przewiduje się rozbudowę infrastruktury dla rekreacji, sportu i wypoczynku. W 2021 wykonano modernizację zbiornika nr 1, tworząc infrastrukturę wypoczynkową.
W dalszej perspektywie planowana jest także w pobliżu zbiorników budowa skansenu. Możliwe jest również wybudowanie term dzięki występującym w tym rejonie źródłom geotermalnym.
Z akwenów 5, 6, 7, 10, 11 oraz południowej części akwenu 9 planuje się utworzyć użytek ekologiczny. Zbiorniki i znajdujące się na nich wysepki są siedzibą wielu ptaków wodnych. Żyją na nich np.: perkoz dwuczuby, kaczka krzyżówka oraz łabędź niemy.